# Schonach (Schwarzwald)
Schonach (Schwarzwald) é um município da Alemanha, no distrito de Schwarzwald-Baar, na região administrativa de Freiburg , estado de Baden-Württemberg.